# Photon mapping
Photon mapping (z ang. technika map fotonowych) – technika symulowania realistycznego rozkładu oświetlenia polegająca na utworzeniu, a następnie odpowiednim wykorzystaniu podczas renderowania struktury danych opartej na kd-tree, która przechowuje informacje o rozkładzie światła w danej scenie trójwymiarowej.
Rozwój możliwości metody śledzenia promieni polega na dodawaniu coraz bardziej skomplikowanych przypadków, które mogą się pojawić na drodze promienia pomiędzy źródłem a obserwatorem. Najprościej jest opisać przebieg odbicia kierunkowego, czyli tzw. lustrzanego, najtrudniej – wielokrotne odbicie rozproszone i pośrednie oddziaływania typu składowej kierunkowej padającej na powierzchnię rozpraszającą. W tym celu, z obszarów, w których znajdują się źródła światła, w różnych kierunkach „emitowane” są wirtualne fotony (w liczbie kilkudziesięciu tysięcy lub nawet milionów). Bada się ich interakcje ze sceną trójwymiarową typowymi metodami śledzenia promieni (ang. ray tracing). Wirtualne fotony mogą ulegać rozproszeniu (dyspersji) i załamaniu (refrakcji) – umożliwia to modelowanie światła odbitego od powierzchni lustrzanych, światła przechodzącego przez soczewki, pryzmaty itp.